# Suiza en los Juegos Paralímpicos de Nueva York y Stoke Mandeville 1984
Suiza estuvo representada en los Juegos Paralímpicos de Nueva York y Stoke Mandeville 1984 por un total de 43 deportistas, 35 hombres y ocho mujeres.

## Medallistas
El equipo paralímpico suizo obtuvo las siguientes medallas:
| Nombre                                                 | Deporte       | Evento                                                                |
| ------------------------------------------------------ | ------------- | --------------------------------------------------------------------- |
| Oro                                                    |               |                                                                       |
| Zita Andrey                                            | Atletismo     | 100 m C7 femenino                                                     |
| Zita Andrey                                            | Atletismo     | Disco C7 femenino                                                     |
| Franz Nietlispach                                      | Atletismo     | 200 m 5 masculino                                                     |
| Franz Nietlispach                                      | Atletismo     | 400 m 5 masculino                                                     |
| Franz Nietlispach                                      | Atletismo     | 800 m 5 masculino                                                     |
| Franz Nietlispach                                      | Atletismo     | 1500 m 5 masculino                                                    |
| Franz Nietlispach                                      | Atletismo     | Eslalon 5 masculino                                                   |
| Heinz Frei                                             | Atletismo     | 1500 m 2 masculino                                                    |
| Heinz Frei                                             | Atletismo     | 5000 m 2 masculino                                                    |
| Heinz Frei                                             | Atletismo     | Maratón 2 masculino                                                   |
| Martin Frey                                            | Atletismo     | Disco C3 masculino                                                    |
| Martin Frey                                            | Atletismo     | Jabalina C3 masculino                                                 |
| Martin Frey                                            | Atletismo     | Peso C3 masculino                                                     |
| Rainer Küschall                                        | Atletismo     | 200 m 1A masculino                                                    |
| Rainer Küschall                                        | Atletismo     | 400 m 1A masculino                                                    |
| Elisabeth Bisquolm                                     | Tenis de mesa | Individual 2 femenino                                                 |
| Jacqueline Blanc Elisabeth Mettler-Kiener Rosa Zaugg   | Tenis de mesa | Equipo 4 femenino                                                     |
| Michel Baudois                                         | Tiro con arco | Doble distancia corta paraplejia masculino                            |
| Plata                                                  |               |                                                                       |
| Bernadette Melliger                                    | Atletismo     | 800 m 3 femenino                                                      |
| Franz Nietlispach                                      | Atletismo     | 100 m 5 masculino                                                     |
| Rainer Küschall                                        | Atletismo     | 100 m 1A masculino                                                    |
| Heinz Frei                                             | Atletismo     | 800 m 2 masculino                                                     |
| Hans Santschi                                          | Atletismo     | Salto de longitud A2 masculino                                        |
| Peter Schmid                                           | Atletismo     | 100 m 1B masculino                                                    |
| Peter Schmid                                           | Atletismo     | 200 m 1B masculino                                                    |
| Peter Schmid                                           | Atletismo     | 800 m 1B masculino                                                    |
| Peter Schmid                                           | Atletismo     | Maratón 1B masculino                                                  |
| Werner Kaiser Rainer Küschall Peter Schmid Eric Walter | Atletismo     | 4 × 100 m 1A-1C masculino                                             |
| Pietro Valsangiacomo                                   | Halterofilia  | –65 kg paraplejia masculino                                           |
| Regis Mettraux                                         | Natación      | 50 m espalda C7 masculino                                             |
| Andre Chevrier                                         | Tiro          | Rifle en posición tendida, tetraplejia (con auxiliar) 1A-1C masculino |
| Bronce                                                 |               |                                                                       |
| Rosa Zaugg                                             | Atletismo     | Eslalon 5 femenino                                                    |
| Peter Schmid                                           | Atletismo     | 200 m 1B masculino                                                    |
| Heinz Frei                                             | Atletismo     | 400 m 2 masculino                                                     |
| Rainer Küschall                                        | Atletismo     | 800 m 1A masculino                                                    |
| Erwin Zemp                                             | Atletismo     | 5000 m 2 masculino                                                    |
| Ruedi Sommer                                           | Atletismo     | Eslalon 4 masculino                                                   |
| Beat Camenzind                                         | Atletismo     | Salto de altura B1 masculino                                          |
| Alfredo Battistini                                     | Halterofilia  | +95 kg paraplejia masculino                                           |
| Regis Mettraux                                         | Natación      | 100 m espalda C7 masculino                                            |
| Rosa Zaugg                                             | Tenis de mesa | Individual 4 femenino                                                 |
| Christiane Droux                                       | Tenis de mesa | Individual 1B femenino                                                |
| Kuno Stieger                                           | Tiro          | Rifle en posición tendida, tetraplejia (con auxiliar) 1A-1C masculino |